# Speedski-Weltcup 2005
Der Speedski-Weltcup 2005 begann am 29. Januar 2005 in Salla und endete am 14. April 2005 in Verbier. Den Gesamtweltcup bei den Männern gewann der Italiener Simone Origone. Bei den Frauen war die US-amerikanerin Tracie Sachs erfolgreich. Höhepunkt der Saison war die Speedski-Weltmeisterschaft 2005 in Breuil-Cervinia am 1. April 2005, deren Ergebnisse jedoch nicht zum Weltcup zählten.

## Weltcupwertung
| Rang | Athlet           | Punkte |
| ---- | ---------------- | ------ |
| 1    | Simone Origone   | 653    |
| 2    | Jonathan Moret   | 484    |
| 3    | Philippe May     | 447    |
| 4    | Allan Grimm      | 415    |
| 5    | Michel Goumoëns  | 326    |
| 6    | Jukka Viitasaaru | 325    |
| 7    | Marc Poncin      | 295    |
| 8    | Roger Wickman    | 290    |
| 9    | Ross Anderson    | 277    |
| 10   | Olle Larsson     | 218    |

| Rang | Athletin            | Punkte |
| ---- | ------------------- | ------ |
| 1    | Tracie Sachs        | 180    |
| 2    | Kati Metsäpelfo     | 145    |
| 3    | Elena Banfo         | 117    |
| 4    | Patty Moll          | 49     |
| 5    | Heini Piipponen     | 48     |
| 6    | Teria-Jo Daavies    | 45     |
| 6    | Kim McKnight        | 45     |
| 8    | Linda Baginski      | 39     |
| 9    | Hannamiina Tanninen | 15     |
| 10   | Anais Bruzaud       | 10     |

## Podestplatzierungen Herren
| Datum            | Ort             | 1. Platz         | 2. Platz         | 3. Platz           |
| ---------------- | --------------- | ---------------- | ---------------- | ------------------ |
| 29. Januar 2005  | Salla           | Jukka Viitasaaru | Jyrki Jokipi     | Allan Grimm        |
| 12. Februar 2005 | Goldeck         | Simone Origone   | Jürg Graf        | Merijn Vunderink   |
| 19. Februar 2005 | Reutte          | Simone Origone   | Manolo Cassani   | Philippe May       |
| 5. März 2005     | Sun Peaks       | Simone Origone   | Jonathan Moret   | Kenneth Dale       |
| 6. März 2005     | Sun Peaks       | Jonathan Moret   | Simone Origone   | Kenneth Dale       |
| 10. März 2005    | Leysin          | Simone Origone   | Jonathan Moret   | Jean-Louis Metraux |
| 11. März 2005    | Leysin          | Cesare Pedrazzo  | Philippe May     | Simone Origone     |
| 3. April 2005    | Breuil-Cervinia | Roger Wickman    | Allan Grimm      | Philippe May       |
| 12. April 2005   | Verbier         | Tor Schultze     | Jukka Viitasaaru | Marc Poncin        |
| 14. April 2005   | Verbier         | Jukka Viitasaaru | Marc Poncin      | Roger Wickman      |

## Podestplatzierungen Damen
| Datum            | Ort             | 1. Platz        | 2. Platz        | 3. Platz            |
| ---------------- | --------------- | --------------- | --------------- | ------------------- |
| 29. Januar 2005  | Salla           | Kati Metsäpelfo | Tracie Sachs    | Hannamiina Tanninen |
| 12. Februar 2005 | Goldeck         | Tracie Sachs    |                 |                     |
| 19. Februar 2005 | Reutte          | Tracie Sachs    | Kati Metsäpelfo | Linda Baginski      |
| 5. März 2005     | Sun Peaks       | Teria-Jo Davies | Kim McKnight    |                     |
| 6. März 2005     | Sun Peaks       | Kim McKnight    | Teria-Jo Davies | Tracie Sachs        |
| 10. März 2005    | Leysin          | Kati Metsäpelfo | Elena Banfo     | Tracie Sachs        |
| 11. März 2005    | Leysin          | Tracie Sachs    | Elena Banfo     | Kati Metsäpelfo     |
| 3. April 2005    | Breuil-Cervinia | Tracie Sachs    | Elena Banfo     | Kati Metsäpelfo     |
| 11. April 2005   | Verbier         | Elena Banfo     | Kati Metsäpelfo | Tracie Sachs        |
| 13. April 2005   | Verbier         | Kati Metsäpelfo | Elena Banfo     | Tracie Sachs        |